# Мелу, Франсишку Мануэл де
Франси́шку Мануэ́л де Ме́лу (или Мело, Меллу) (порт. Francisco Manuel de Mello; 23 ноября 1608 — 24 августа 1666) — португальский писатель

, поэт, историк, дипломат и политик. Считается классиком португальской мемуаристки.

## Биография
Знатный дворянин, по отцу был родственником королевского рода Браганса, правившего в Португалии в 1640—1853.
Получил достойное своего звания и состояния воспитание; изучал гуманитарные науки в иезуитском колледже, служил в испанской армии, потом жил в Лиссабоне. Воинские труды, высокая политика и неустанные занятия словесностью сочетались в его неспокойной жизни неразрывно. Он воевал на суше и на море, с турками и протестантами. Принимал участие, как дипломат и политик, в междоусобицах Габсбургской империи, в борьбе за восстановление независимой Португалии, был с посольствами во многих европейских столицах (Англия, Голландия). Будучи в Голландии, помог послу собрать флот в помощь Португалии, и сам благополучно доставил его в Лиссабон в октябре 1641 года.
Несколько раз оказывался в тюрьме по политическим мотивам; с 1644 года провёл в заключении около девяти лет. В 1652 году был приговорён к пожизненному изгнанию в Бразилию. Однако уже в 1659 году вернулся на родину и снова стал блистательным царедворцем.

## Творчество
Писал Мелу на португальском и испанском языках. Большое количество его произведений не издано или утрачено. Материалом для его многочисленных исторических сочинений послужили прежде всего личные воспоминания.
Значительная часть наследия Мелу — произведения на религиозные и моральные темы: книги о блаженном Августине (1648) и святом Франциске Ассизском (1647); весьма любопытное «Послание в наставление супругам», содержащее колоритные отступления.
Крупнейшим памятником эпистолярного жанра в Португалии являются его «Домашние письма» (1664).
Высшим достижением прозаика считаются «Диалогические апологи» (посмертно, 1721), барочные «Разговоры вещей».
Мелу — автор единственной достойной упоминания португальской комедии XVII века — «Фидалго-ученик» (написана до 1644 г., издана в 1671), возможно оказавшей влияние на замысел мольеровского «Мещанина во дворянстве».
Поэзия Мелу — вершина португальского барокко. Поэт сам собрал свои «Стихотворные сочинения» (1665; в 1649 г. была издана первая часть их, заключавшая в себе одни испаноязычные пьесы), расположив их в девяти разделах — по числу муз; только вторая часть, посвященная Каллиопе, Эвтерпе и Талии, написана по-португальски.
Опубликовано более 100 томов его исторических и политических сочинений (лучшее «Historia de los movimientos, separacion y guerra de Cataluña en tiempo de Felipe IV», изданное первоначально в 1645 г. в Лиссабоне под именем Clemente Libertino (лучшее издание — Париж, 1826—1832, а также в «Historiadores de sucesos particulares», Мадрид, 1851).